# Ингирь (приток Шуи)
Ингирь — река в России, протекает в Антроповском районе Костромской области. Устье реки находится в 34 км по правому берегу реки Шуя. Длина реки составляет 19 км, площадь водосборного бассейна 57,9 км².
Исток реки в заболоченном лесном массиве в 31 км к юго-востоку от посёлка Антропово. Река течёт на юго-восток по ненаселённому лесу, крупнейшие притоки — Шохма (3,9 км по левому берегу) и Берёзовая (правый). Впадает в Шую выше деревни Хвыщёвка.

## Данные водного реестра
По данным государственного водного реестра России относится к Верхневолжскому бассейновому округу, водохозяйственный участок реки — Волга от города Кострома до Горьковского гидроузла (Горьковское водохранилище), без реки Унжа, речной подбассейн реки — Волга ниже Рыбинского водохранилища до впадения Оки. Речной бассейн реки — (Верхняя) Волга до Куйбышевского водохранилища (без бассейна Оки).
По данным геоинформационной системы водохозяйственного районирования территории РФ, подготовленной Федеральным агентством водных ресурсов:
- Код водного объекта в государственном водном реестре — 08010300412110000014237
- Код по гидрологической изученности (ГИ) — 110001423
- Код бассейна — 08.01.03.004
- Номер тома по ГИ — 10
- Выпуск по ГИ — 0